# Aspidistra marasmioides
Aspidistra marasmioides är en sparrisväxtart som beskrevs av Tillich. Aspidistra marasmioides ingår i släktet Aspidistra och familjen sparrisväxter. Inga underarter finns listade i Catalogue of Life.